# Élections générales albertaines de 1926
L'élection générale albertaine de 1926 eut lieu le 18 juin 1926 afin d'élire les députés de l'Assemblée législative de l'Alberta.

## Résultats
| Parti                      | Parti                    | Chef                     | # de candidats | Sièges | Sièges | Sièges  | Voix    | Voix    | Voix    |
| Parti                      | Parti                    | Chef                     | # de candidats | 1921   | Élus   | % Diff. | #       | %       | % Diff. |
| -------------------------- | ------------------------ | ------------------------ | -------------- | ------ | ------ | ------- | ------- | ------- | ------- |
|                            | United Farmers           |                          | 46             | 38     | 43     |         | 71 967  | 39,68 % |         |
|                            | Libéral                  |                          | 54             | 15     | 7      |         | 47 450  | 26,17 % |         |
|                            | Conservateur             |                          | 56             | -      | 5      |         | 40 091  | 22,10 % |         |
|                            | Travailliste             |                          | 12             | 4      | 5      |         | 14 123  | 7,79 %  |         |
|                            | Travailliste indépendant | Travailliste indépendant | 1              | -      | 1      |         | 2 467   | 1,37 %  |         |
|                            | Libéral indépendant      | Libéral indépendant      | 5              | -      | -      | -       | 2 728   | 1,51 %  |         |
|                            | Indépendant              | Indépendant              | 3              | 4      | -      | -100 %  | 1 254   | 0,70 %  |         |
|                            | UFA Indépendant          | UFA Indépendant          | 5              | *      | -      | *       | 999     | 0,55 %  | *       |
|                            | Libéral-progressiste     |                          | 1              | *      | -      | *       | 252     | 0,13 %  | *       |
| Total                      | Total                    | Total                    | 183            | 61     | 61     | -       | 181 331 | 100 %   |         |
| Source : Elections Alberta |                          |                          |                |        |        |         |         |         |         |

Notes :
* N'a pas présenté de candidats lors de l'élection précédente